# Dan Ekner
Dan Heiner Ekner (Göteborg, 5 giugno 1927 – Göteborg, 17 aprile 1975) è stato un calciatore svedese.

## Carriera

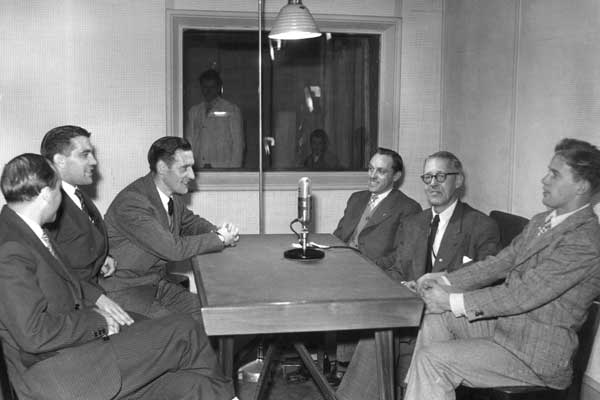
Gunnar Gren, Gunnar Nordahl, Nils Liedholm, Ivar Eidefjäll e Dan Ekner alla radio svedese, 1951.

Raggiunge la notorietà giocando nell'IFK Göteborg, club nel quale militava anche Gunnar Gren. Ma in precedenza Ekner aveva militato nel Örgryte - squadra di Göteborg di seconda divisione nella quale militava anche Hasse Jeppson - ed era passato nel 1946 nella massima serie con il IS Halmia che si classificò settimo, prima di passare nel 1947 nella squadra maggiore della sua città. Nel 1949 conosce il suo primo trasferimento all'estero giocando in Inghilterra nel Portsmouth in Premier League nel 1949. L'anno successivo è al Olympique Marsiglia. Nel 1951 giunge in Italia, alla Fiorentina con cui in due anni gioca 60 partite realizzando 15 reti. Nel 1953 passa alla SPAL, fortemente voluto da Paolo Mazza, con cui gioca un campionato da titolare che si conclude con il successo di Roma, nello spareggio per non retrocedere, contro il Palermo.
Nel 1954 Ekner lascia Ferrara e l'Italia, va negli Stati Uniti dove intraprende una nuova attività di commercio dei metalli, e continua a giocare nel Chicago Vikings. Tornato in Europa nel 1955, veste la maglia dell'Atlético Madrid. Passa successivamente in Germania con i campioni tedeschi del Rot-Weiss Essen al fianco di Helmut Rahn con il quale giocò anche in Coppa dei Campioni.
In seguito, nel 1958, è nei Paesi Bassi con il PSV. Ritorna in Svezia, dopo aver giocato - da autentico globetrotter del calcio - in 7 nazioni e 2 continenti, militando di nuovo nell'Örgryte e poi in un'altra squadra della sua città, il Västra Frölunda, concludendo con il calcio giocato alla soglia dei 40 anni.

## Palmarès

### Club

#### Competizioni nazionali
- Campionato inglese: 1

Portsmouth: 1949-1950
- Charity/Community Shield: 1

Portsmouth: 1949